# Serge Roy
Pour les articles homonymes, voir Roy et Serge Roy (homonymie).
Serge Roy (né le 30 août 1946 à Montréal)est un syndicaliste et homme politique québécois. Il a été président du Syndicat de la fonction publique du Québec (SFPQ) de 1996 à 2001.

## Biographie
Il travaille pendant 27 ans comme fonctionnaire au ministère du Revenu du Québec.
Depuis 2001, il s'est impliqué activement au sein de l'Association québécoise pour un contrat mondial de l'eau, qu'il préside pendant six ans, ainsi qu'au Réseau du Forum social de Québec et Chaudière-Appalaches, qui rassemble une quarantaine de groupes sociaux, communautaires, écologistes, féministes et syndicaux. 
Enraciné dans le centre-ville de Québec, il a participé à la fondation du premier Comité populaire du quartier Saint-Jean-Baptiste, du journal Droit de parole et de Radio Basse-Ville.
Il fait le saut en politique en 2007 sous la bannière de Québec solidaire et se présente dans la circonscription de Taschereau à l'élection générale québécoise de 2007 et à celle de 2008. Il arrive chaque fois au quatrième rang avec 8 % des votes,. Il est de nouveau candidat à l'élection de 2012 et termine à la même place, mais en progressant à 11,69 %.
En 2012, il publie le livre Fonction publique menacée ! Le néolibéralisme à l'assaut des services publics, 1981-2011,.